# Oospila obeliscata
Oospila obeliscata är en fjärilsart som beskrevs av W. Warren 1906. Oospila obeliscata ingår i släktet Oospila och familjen mätare. Inga underarter finns listade i Catalogue of Life.